# 479-й ракетный полк

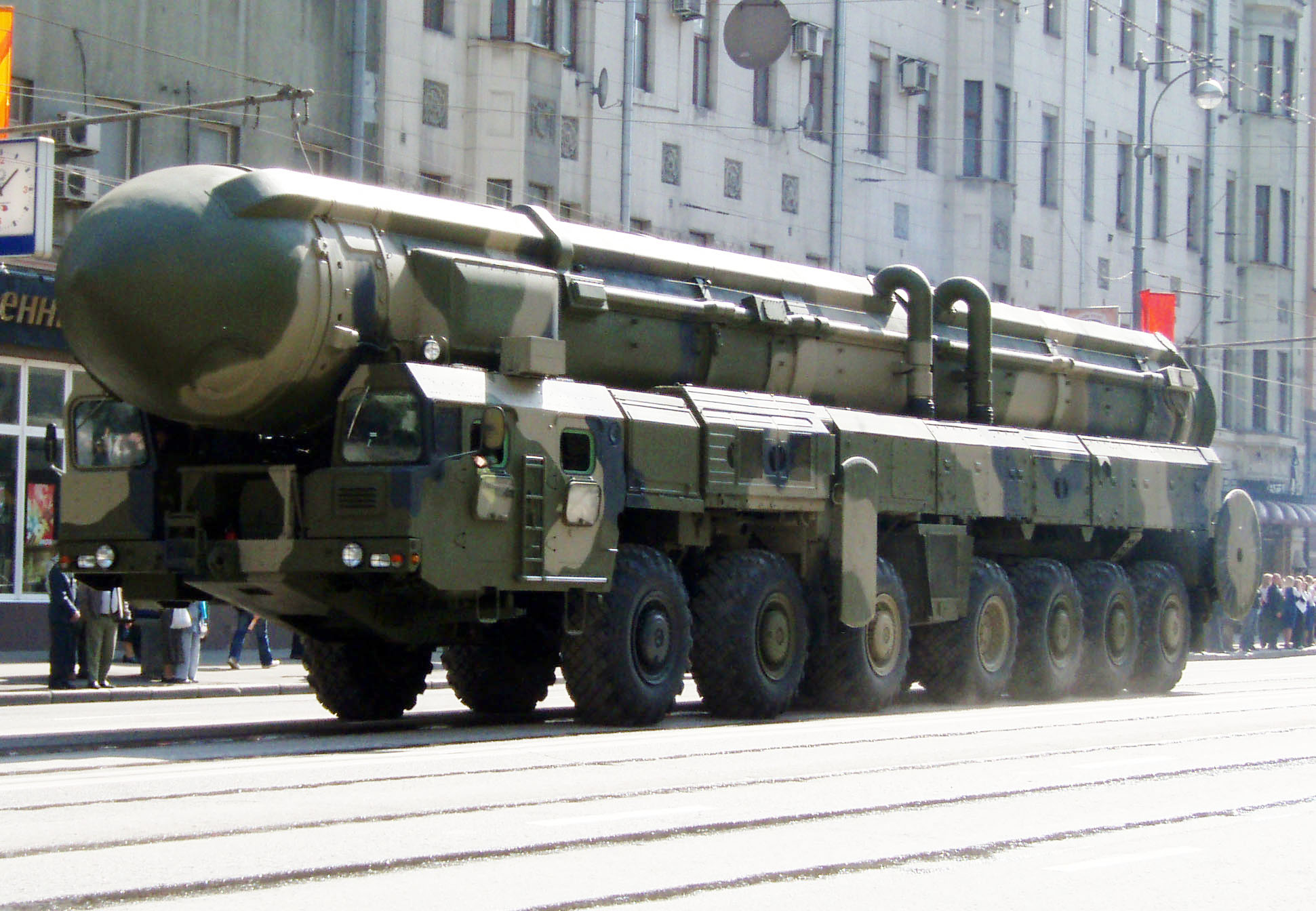

479-й Померанский орденов Кутузова и Богдана Хмельницкого ракетный полк (479 рп) — формирование (воинская часть, ракетный полк) в разное время входивший в состав 46-й ракетной бригады и 35-й ракетной дивизии (43-й и 33-й ракетных армий) РВСН и дислоцировавшийся в районе г. Майкоп и Барнаул (по настоящее время), соответственно.

## История
Померанский, орденов Кутузова и Богдана Хмельницкого, ракетный полк ведёт свою историю с 17 декабря 1942 года, когда на основании Приказа Ставки Верховного Главного командования в Московской области у посёлка Рублёво была сформирована 18 Гаубичная артиллерийская бригада. В её состав вошли 173, 432, 511 Гаубичные Артиллерийские полки РВГК. 9 февраля 1942 года бригада закончила формирование и стала именоваться 18-й Гаубичной Артиллерийской бригадой Резерва Верховного Главнокомандующего, входящей в состав 6-й Артиллерийской дивизии прорыва РВГК. 
С первого дня бойцы бригады бросаются в бой: сначала в битве под Москвой, затем, с 11 июля 1943 года, они участвуют в Курской битве. С 9 января 1944 года полк направили на прорыв немецкой обороны в направлении городов Мозырь и Калинковичи. С 6 июля 1944 года её бойцы участвуют в Белорусской наступательной операции, а 15 октября 1944 года бригада поддерживает действия стрелковой дивизии по ликвидации немецкого плацдарма между реками Висла и Буг. 
С 9 февраля 1945 года в ходе Восточно-померанской операции 18-й Гаубичная Артиллерийская бригада участвует в уничтожении окружённой группировки противника в г. Арнсвальде. С 16 апреля этого же года в ходе Берлинской операции в составе 47 армии продвигалась севернее окраины г. Берлина в направлении гг. Потсдам и Брандербург. 

### Награды
За образцовое выполнение задания командования в обороне с немецкими захватчиками и овладение городами Белгард, Трептов, Грайфенберг, Каммин, Гюльцов, Плате и проявленные при этом доблесть и мужество бригада награждена орденом «М. И. Кутузова II Степени». 
За отличие в боях при прорыве обороны восточнее г. Штаргард и овладении гг. Бервальде, Темпельбург, Фалькенбург, Драбмург, Ванегрин, Лабес, Фрайенвальде, Шифельбайн, Регенвальде и Карлин бригаде присвоено почётное наименование «Померанской» (приказ Верховного Главнокомандующего 075 от 26 апреля 1945 года). 
За образцовое выполнение задания командования на фронте в борьбе с немецкими захватчиками и овладение городами Ратинов, Шпандау, Потсдам бойцы бригады награждены орденом «Богдана Хмельницкого — II степени» (Указ Президиума Верховного совета Союза ССР от 28.05.1945г).

### Справка
479-й Померанский орденов Кутузова и Богдана Хмельницкого ракетный полк сформирован на базе 18-й гаубичной бригады 60-й дивизии РВГКв июне 1960 года. На этапе сформирования штаб полка размещался в Майкопе (от г. Орджоникидзе, месте дислокации управления 35-й ракетной дивизии, по железной дороге более 550 км), затем был переведён в жилой городок первого ракетного дивизиона (далее 1 рдн). В начальный период, полк имел двухдивизионный состав: 1 рдн — четыре наземных пусковых установки с ракетами Р-12, 2 рдн — четыре шахтных пусковых установки с установленными в них ракетами Р-12У.
Хранившая и обслуживавшая головные части ракет полка 1515-я ремонтно-техническая база (1515 ртб) во время сформирования размещалась в пос. Краснооктябрьский (г. Майкопе), затем штаб и техническая позиция переведены на позицию 1 рдн полка.
На боевое дежурство полк, в составе командного пункта (КП), 1 рдн и 1515 ртб заступили 12 июня 1962 года.
Для 2 рдн была оборудована только одна полевая боевая стартовая позиция (ПБСП), ракеты и наземные агрегаты хранились в стационарных сооружениях 1 рдн.
Дивизионы располагались:
- 1-й рдн с 4 наземными пусковыми установками (ПУ) типа 8П863 с дислокацией в районе станицы Курджипская Адыгейской АССР (44°31′40″ с. ш. 40°00′44″ в. д.HGЯO),
- 2-й рдн с 4 шахтными ПУ группового старта 8П763 «Двина» в районе станицы Ширванская Апшеронского района Краснодарского края (44°25′42″ с. ш. 39°43′57″ в. д.HGЯO).

С 1962 по 1965 годы в состав полка входил 3 рдн с четырьмя наземными пусковыми установками и ракетами Р-12 (передислоцирован из расформированного полка в г. Добеле Латвийской ССР после участия в операции «Анадырь»).

### Командиры (года)
- С 1961 по 1963 год — полковник Лапкин Георгий Степанович
- С 1963 по 1967 год — полковник Шутиков Борислав Андреевич
- С 1967 по 1971 год — полковник Воротников Николай Георгиевич
- С 1971 по 1975 год — полковник Тасуй Станислав Иванович
- С 1975 по 1979 год — полковник Сорокин Евгений Евлампиевич
- С 1979 по 1982 год — полковник Кумов Виктор Григорьевич
- С 1982 по 1986 год — полковник Серёгин Александр Николаевич
- С 1986 по 1991 год — полковник Назаренко Анатолий Владимирович
- С 1991 по 1992 год — подполковник Прасковьин Сергей Сергеевич
- С 1992 по 1997 год — полковник Парфёнов Владимир Прокопьевич
- С 1997 по 2002 год — полковник Братухин Николай Кириллович
- С 2002 по 2007 год — полковник Данилюк Александр Владимирович
- С 2007 по 2010 год — полковник Лукьянов Игорь Геннадьевич
- С 2010 по 2012 год — полковник Бурков Павел Николаевич
- С 2012 по 2014 год — подполковник Десюк Юрий Вадимович
- с 2014 по 2016 год — полковник Соболев Константин Александрович
- с 2016 по 2018 год — подполковник Доробало Сергей Всеволодович
- с 2018 по 2022 год — полковник Суворов Виталий Валерьевич
- с 2022 года по н.в. — полковник Зимин Михаил Юрьевич